# AN/PVS-7
El AN/PVS-7 (Army/Navy Portable Visual Search Monocular Portable) traducido al español como Búsqueda Visual Portátil del Ejército/Marina, de acuerdo con las pautas del sistema de designación de tipo de electrónica conjunta. Es un dispositivo de visión nocturna de monotubo. La mayoría de los tubos intensificadores del PVS-7 más recientes están auto-obturados para evitar daños en el intensificador de imagen en caso de exposición a luz intensa. Las gafas incorporan un iluminador de infrarrojos para situaciones de poca luz. Son resistentes al agua y están cargadas de nitrógeno para evitar la condensación interna al moverse entre temperaturas extremas.
Fueron diseñados para reemplazar el antiguo AN/PVS-5 de la Guerra de Vietnam. Aunque están siendo sustituidos gradualmente por los  AN/PVS-14, las Fuerzas Armadas de los Estados Unidos siguen utilizando el AN/PVS-7 con miles en servicio activo.

## Características de rendimiento
En condiciones nocturnas, bajo la luz de las estrellas, el dispositivo proporciona una detección confiable de objetivos a una distancia de 300 metros y su reconocimiento a una distancia de 200 metros.
Rango espectral: 0.9 micras
Resolución, líneas por mm: más de 64
Modo de funcionamiento: pasivo/activo
Ángulo de visión: granizo: 40°
Rango de detección a la luz de las estrellas: 325 metros
Rango de reconocimiento a la luz de las estrellas: 225 metros
La relación de aumento es 1×
Generación de intensificador de imagen:  - III o III +
Longitud focal: mm  - 200 hasta el infinito
Corrección de dioptrías de un ocular: +/- D - + 2 / -6
Tipo de potencia: 2 celdas AA
Tiempo de funcionamiento de un juego de baterías a 80 horas

## Usuarios
Ejército Argentino 

 Armada Española
- en versión AN/PVS 7B

 Ejército de Canadá 

 Ejército Filipino 

 Ejército de Estados Unidos
- siendo remplazados